# Богданов, Михаил Васильевич (комбриг)
Михаи́л Васи́льевич Богда́нов (1897—1950) — советский военачальник, комбриг РККА (5 ноября 1939), участники Гражданской войны. Во время Великой Отечественной войны коллаборационист, после войны арестован, осуждён и казнён. Не реабилитирован.
В 1941 году попал в немецкий плен, согласился на сотрудничество, служил в рядах Русской Освободительной армии, получил там звание генерал-майора. После войны арестован, расстрелян по приговору суда.

## Биография
Михаил Богданов родился 2 июня 1897 года в деревне Бозня Вяземского уезда Смоленской губернии в семье служащего.
В 1918 году он окончил Московское политехническое училище, после чего 6 ноября добровольно вступил в Рабоче-Крестьянскую Красную Армию, был зачислен курсантом на 2-е Петроградские артиллерийские курсы, которые закончил летом 1919 года.
Принимал участие в Гражданской войне в боях против войск генералов Юденича, Деникина, Врангеля. В ноябре 1920 года начальник сводной батареи Богданов был зачислен слушателем в Высшую артиллерийскую школу комсостава РККА в Луге, которую окончил через год. В марте 1921 года он участвовал в подавлении Кронштадтского восстания. Осенью 1921 года Богданов был назначен командиром батареи 8-й Минской стрелковой дивизии. В 1922—1923 годах служил командиром артиллерийского парка в 12-м отдельном полевом тяжёлом артиллерийском дивизионе.
В 1923—1924 годах был слушателем Московской Высшей школы маскировки, после чего продолжил службу на предыдущем месте до 1 января 1926 года. В январе-октябре 1926 года командовал батареей в артиллерийском полку 2-й Кавказской стрелковой дивизии, в 1926—1927 годах — помощником начальника штаба полка, в 1927—1931 годах — командиром дивизиона. В 1931—1934 года занимал должность начальника штаба Овручского артиллерийского полка Овручской стрелковой дивизии Уральского военного округа. В 1934—1935 годах был слушателем артиллерийских курсов усовершенствования командного состава. Окончив их, Богданов был назначен начальником штаба 60-го Кавказского артиллерийского полка 60-й стрелковой дивизии. В марте 1938 года был назначен начальником артиллерии 96-й стрелковой дивизии Киевского особого военного округа. 5 ноября 1939 года ему было присвоено звание комбрига. В январе 1940 года Богданов был назначен командующим артиллерией 8-го стрелкового корпуса.
В начале Великой Отечественной войны, в конце июля — начале августа 1941 года корпус был разгромлен немецкими войсками в ходе Уманского сражения. После неудачной попытки прорыва штаб корпуса разделился на малые группы, которые пытались просочиться к своим, Богданов шёл с двумя командирами. Немцы их задержали 8 августа, тогда Богданову чудом удалось спастись. Но 10 августа Богданов был захвачен в плен во время ночёвки в лесу в районе Умани. Первоначально он содержался в лагерях для военнопленных в Белой Церкви, Холме, Замосце. 6 апреля 1942 года Богданов был отправлен в концлагерь Хаммельбург, где  изъявил желание сотрудничать с немцами. Сначала работал в так называемом историческом кабинете в Хаммельбурге, который писал историю поражений РККА летом 1941 года. В начале ноября выразил желание работать в военно-строительной организации Тодта, в которую его зачислили 18 ноября. Он был переправлен в Шляхтензее под Берлином. В декабре 1942 года Богданов был назначен начальником учебной части Высшей русско-немецкой школы специалистов в оккупированной Белоруссии, в районе Борисова, затем летом 1943 года — заместителем начальника управления «Волга» организации Тодта. На этой должности он 15 июля 1943 года вошёл в контакт с майором госбезопасности Пастуховым, возглавлявшим партизанское движение в Минско-Борисовском районе, и дал согласие убить либо дискредитировать командующего Русской Освободительной армией генерал-лейтенанта А. А. Власова, получил псевдоним «Гвоздь». До июня 1944 года Богданов поддерживал связь с органами госбезопасности через Пастухова, но ликвидировать Власова при помощи переданного ему яда не сумел. 20 ноября 1943 года Богданов, после расформирования управления «Волга», был зачислен в офицерский резерв школы РОА в Дабендорфе, затем с декабря служил в инспекториате бывшего советского генерала Ивана Благовещенского. 14 ноября 1944 года Богданов получил звание генерал-майора вооружённых сил Комитета Освобождения Народов России и назначение на должность начальника артиллерийского отдела штаба.
К маю 1945 года Богданов находился в составе Южной группы ВС КОНР, которой командовал генерал-майор Фёдор Трухин. 8 мая 1945 года сдался советским войскам близ города Ческе-Будеёвице в Чехословакии. 13 мая был подвергнут допросу в СМЕРШЕ 2-го Украинского фронта. 18 мая 1945 года генерал-лейтенант Виктор Абакумов утвердил документ об аресте Богданова. В первую очередь обвинялся в невыполнении задания убить Власова. Первоначально Абакумов планировал включить Богданова в число подсудимых на процессе власовцев летом 1946 года, но затем отказался от этого плана.
19 апреля 1950 года Военная Коллегия Верховного Суда СССР приговорила бывшего комбрига РККА Михаила Богданова к высшей мере наказания. На суде признал себя виновным. Приговор был приведён в исполнение в тот же день.

## Награды
- Награждён советской медалью «XX лет Рабоче-Крестьянской Красной Армии».
- Будучи коллаборационистом, был награждён двумя медалями и крестом «За военные заслуги»[2].